# 王健國
王健國（Ong Jian Guo，1989年1月29日—），馬來西亞男子羽毛球运动员，曾在2007年世界青年羽毛球錦標賽，贏得男雙季軍。他因臂骨裂伤，在2014年12月正式退役；其後在2016年以自由人身分復出。。

## 簡歷
2001年，11歲的王健國入選馬六甲州的羽毛球隊，兩年後前往吉隆坡的武吉加里爾體育學校訓練。
2007年，王健國夥拍吴伟申出戰世界青年羽毛球錦標賽男雙比賽，最終奪得季軍。
2013年8月，王健國參加中國廣州舉行的世界羽毛球錦標賽，與林芸如出戰混合雙打項目，首圈以2-0淘汰德國組合晉級，但在第二圈就以0比2（14-21、11-21）不敵3號種子、印尼的通托维·艾哈迈德/利利亚纳·纳西尔出局。
2014年11月，王健国因右手臂骨裂伤而动手术，预计需要半年才能痊愈。然而，在进行手术後，他感觉自己难以重拾以往的状態，经过三思后决定在12月底离开羽总，正式退出国家队。退役后，他在友人介绍下，在一家私人公司从事有关资讯科技的工作。
2016年，王健国決定重新打球，與林欽華搭檔以自由人身分參加比賽。

## 主要比賽成績
只列出曾進入準決賽的國際賽事成績：
| 年份   | 賽事                     | 公開賽級別 | 項目     | 搭檔         | 成績   |
| ------ | ------------------------ | ---------- | -------- | ------------ | ------ |
| 2008年 | 馬來西亞羽毛球國際挑戰賽 | 國際挑戰賽 | 男子雙打 | 顏德財       | 亞軍   |
| 2009年 | 印度羽毛球黃金大獎賽     | 黃金大獎賽 | 混合雙打 | 张淑晶       | 準決賽 |
| 2010年 | 馬來西亞羽毛球國際挑戰賽 | 國際挑戰賽 | 混合雙打 | 陳儀慧       | 準決賽 |
| 2012年 | 新加坡羽毛球國際系列賽   | 國際系列賽 | 混合雙打 | 賴潔敏       | 準決賽 |
| 2012年 | 越南羽毛球大獎賽         | 大獎賽     | 混合雙打 | 林芸如       | 準決賽 |
| 2012年 | 中華台北羽毛球黃金大獎賽 | 黃金大獎賽 | 混合雙打 | 溫可微       | 準決賽 |
| 2012年 | 馬來西亞羽毛球國際挑戰賽 | 國際挑戰賽 | 混合雙打 | 溫可微       | 冠軍   |
| 2012年 | 韓國羽毛球黃金大獎賽     | 黃金大獎賽 | 男子雙打 | 吴伟申       | 準決賽 |
| 2013年 | 馬來西亞羽毛球國際挑戰賽 | 國際挑戰賽 | 混合雙打 | 林芸如       | 準決賽 |
| 2016年 | 樂魚羽毛球國際挑戰賽     | 國際挑戰賽 | 男子雙打 | 林钦华       | 準決賽 |
| 2016年 | 越南羽毛球大獎賽         | 大獎賽     | 男子雙打 | 林钦华       | 準決賽 |
| 2016年 | 新加坡羽毛球國際系列賽   | 國際系列賽 | 男子雙打 | 林钦华       | 準決賽 |
| 2016年 | 泰國羽毛球黃金大獎賽     | 黃金大獎賽 | 男子雙打 | 林钦华       | 準決賽 |
| 2017年 | 寮國羽毛球國際系列賽     | 國際系列賽 | 男子雙打 | Tai An Khang | 準決賽 |

| 2007-2017年 | 首要超級賽 | 超級賽 | 黃金大獎賽 | 大獎賽 | 國際挑戰賽 | 國際系列賽 | 未來系列賽 | 其他 |

| 2018-2026年 | 總決賽 | 超級1000賽 | 超級750賽 | 超級500賽 | 超級300賽 | 超級100賽 | 國際挑戰賽 | 國際系列賽 | 未來系列賽 | 其他 |

### 奧運會和世錦賽參賽紀錄
|          | 搭檔   | 2009 | 2010 | 2011 | 2012 | 2013 |
| -------- | ------ | ---- | ---- | ---- | ---- | ---- |
| 混合雙打 | 張淑晶 | 32強 | －   | 32強 | －   | －   |
| 混合雙打 | 林芸如 | －   | －   | －   | －   | 32強 |